# Беллисарио, Дональд Пол
Дональд Пол Беллисарио (англ. Donald Paul Bellisario; родился 8 августа 1935 года) — американский продюсер и сценарист, создатель таких телевизионных сериалов как «Частный детектив Магнум», «Воздушный волк», «Квантовый скачок», «Военно-юридическая служба» и «Морская полиция: Спецотдел».

## Ранние годы
Дональд родился в 1935 году в американском городе Кокберг, штат Пенсильвания. Его отец Альберт Джетро был итальянцем, а мать Дана — сербкой.
Беллисарио служил в Корпусе морской пехоты США вместе с Ли Харви Освальдом с 1955 по 1959 год и дослужился до звания сержанта.
В 1961 году Дональд получил степень бакалавра журналистики в Университете штата Пенсильвания. В 2001 году он был награждён званием Distinguished Alumnus — высшей наградой, которая вручается выпускникам университета. В 2006 Беллисарио пожертвовал $1 млн некоммерческой организации Trustee Matching Scholarship колледжа Penn State College of Communications Университета Пенсильвании.
Беллисарио стал работать копирайтером в Ланкастере в 1965 году и три года спустя уже был креативным директором в Bloom Agency в Далласе. Спустя восемь лет Дональд стал старшим вице-президентом компании. Но он всё бросил и уехал в Голливуд, чтобы писать сценарии и заниматься продюсированием.

## Телевизионная карьера
Во время работы под началом таких телевизионных продюсеров как Глен А. Ларсон и Стивен Джей Кэннел, Беллисарио перенял некоторые их способы работы, к примеру, ограничиваться небольшим количеством актёров в различных продюсерских проектах. Он является автором идеи или соавтором таких известных сериалов как «Частный детектив Магнум», «Воздушный волк», «Квантовый скачок», «Военно-юридическая служба», и «Морская полиция: Спецотдел». Дональд был сценаристом и продюсером в сериалах «Блеяние чёрной овцы» (Эскадрилья «Чёрная овца») и «Звёздный крейсер „Галактика“». Также написал и срежиссировал фильм «Последний ритуал».
Многие протагонисты, которых создал Беллисарио, являются нынешними или бывшими членами Вооружённых сил США. Персонаж Тома Селлека, Томас Магнум, в сериале «Частный детектив Магнум», был выпускником Военно-морской академии США, бывшим Морским котиком и ветераном Вьетнамской войны; персонаж Яна-Майкла Винсента в «Воздушном волке» — лётчик высшего класса Стрингфеллоу Хоук, также ветеран Вьетнамской войны и разыскивает своего брата, пропавшего без вести; капитан 2-го ранга Хармон Рабб мл., главный герой «Военно-юридической службы», выпускник Военно-морской Академии и бывший военный лётчик, который ищет своего отца, пропавшего во время Войны во Вьетнаме; Лерой Джетро Гиббс, основной персонаж «Морской полиции: Спецотдел», бывший морской пехотинец командор-сержант и снайпер. В «Сказках Золотой обезьяны» (Tales of the Gold Monkey), Джейк Каттер (Стивен Коллинз) был экс-пилотом «Летающих тигров»; один из главных героев сериала «Квантовый скачок» Эл Калавиччи, которого сыграл Дин Стоквелл, бывший военный лётчик, заключённый во вьетнамской тюрьме во время войны. Также некоторые главные герои сериалов Беллисарио связаны тем, что у них день рождения 8 августа.
Дональд Беллисарио получил звезду на Голливудской «Аллее славы» в 2004 году, и это было введено в сюжет 9 сезона «Военно-юридической службы» в серии «Троянский конь».
В конце 90-х, в интервью каналу Sci-Fi, Беллисарио сказал, что в 1988 году на создание «Квантового скачка» его натолкнул прочитанный роман о путешествиях во времени.
Служба Беллисарио с убийцей Джона Фицджеральда Кеннеди Ли Харви Освальдом послужила основой для двойной серии пятого сезона сериала «Квантовый скачок».
В 2007 году, после огласки того, насколько у него натянутые отношения со звездой «Морской полиции: Спецотдел» Марком Хэрмоном, Дональд ушёл из сериала. И хоть он и дальше значится исполнительным продюсером «Морской полиции», начиная с шестого сезона Беллисарио не имеет к ней никакой причастности. После того, как начал сниматься сериал «Морская полиция: Лос-Анджелес», Беллисарио предъявил иск к CBS утверждая, что по контракту у него эксклюзивное право на создание любых спин-оффов сериала «Морской полиции: Спецотдел», а также на законные прибыли от их показов. Иск был урегулирован в досудебном порядке в 2011 году, сумма сделки не разглашается.
Продюсерская компания Дональда, которую он создал в 1980 году, называется Belisarius Productions, по аналогии с именем римского генерала Велисария, которое созвучно с итальянским вариантом фамилии продюсера.

## Фильмография
| 1977         | Big Hawaii                          |           | зелёная ✓ |           |           |
| 1977         | Коджак                              |           | зелёная ✓ |           |           |
| 1978         | Switch                              |           | зелёная ✓ |           |           |
| 1977—1978    | Блеяние чёрной овцы                 | зелёная ✓ | зелёная ✓ | зелёная ✓ |           |
| 1978         | Звёздный крейсер «Галактика», фильм | зелёная ✓ | зелёная ✓ | зелёная ✓ |           |
| 1978—1979    | Звёздный крейсер «Галактика»        | зелёная ✓ | зелёная ✓ | зелёная ✓ |           |
| 1979         | Медэксперт Куинси                   |           |           | зелёная ✓ |           |
| 1980         | Стоун                               |           | зелёная ✓ |           |           |
| 1980—1988    | Частный детектив Магнум             | зелёная ✓ | зелёная ✓ | зелёная ✓ | зелёная ✓ |
| 1980         | Последний ритуал, фильм             | зелёная ✓ | зелёная ✓ | зелёная ✓ |           |
| 1982—1983    | Сказки Золотой обезьяны             |           | зелёная ✓ | зелёная ✓ | зелёная ✓ |
| 1984         | Воздушный волк, ТВ-фильм            | зелёная ✓ | зелёная ✓ | зелёная ✓ |           |
| 1984—1987    | Воздушный волк                      | зелёная ✓ | зелёная ✓ | зелёная ✓ |           |
| 1987         | Three on a Match, ТВ-фильм          | зелёная ✓ | зелёная ✓ |           |           |
| 1989—1993    | Квантовый скачок                    | зелёная ✓ | зелёная ✓ | зелёная ✓ | зелёная ✓ |
| 1992         | Собачье дело                        |           | зелёная ✓ | зелёная ✓ |           |
| 1995         | Crowfoot                            |           | зелёная ✓ | зелёная ✓ |           |
| 1990         | Первый понедельник                  | зелёная ✓ | зелёная ✓ | зелёная ✓ |           |
| 1995—2005    | Военно-юридическая служба           | зелёная ✓ | зелёная ✓ | зелёная ✓ | зелёная ✓ |
| 2003 — н. в. | Морская полиция: Спецотдел          | зелёная ✓ | зелёная ✓ | зелёная ✓ |           |
| 2009         | Гриффины                            |           |           | зелёная ✓ |           |

## Личная жизнь
Беллисарио женат в четвёртый раз. У него семеро родных детей и двое приёмных.
Первая жена — Маргарет Шаффран (1956—1974). У них родилось четверо детей: Джой Беллисарио-Дженкинс (род. в 1956 году), Лесли Беллисарио-Ингхам (род. в 1961 году), Дэвид Беллисарио, продюсер сериала Морская полиция: Лос-Анджелес и Джули Беллисарио Уотсон, продюсер сериала Морская полиция: Спецотдел.
Вторая жена — Линн Халперн (1979—1984). От этого брака у Дональда родился сын, актер Майкл Беллисарио (род. 1980).
Третья жена — актриса, сценарист и продюсер Дебора Пратт (1984—1991). У них родилось двое детей: актриса Тройэн Беллисарио (род. 1985) и Николас Беллисарио (род. 1991).
Четвёртая жена Дональда — Вивьенн, с которой они поженились 27 ноября 1998 года. У Вивьенн есть двое детей от предыдущего брака: Чэд В. Мюррэй, который работает в производстве NCIS и актёр Шон Мюррей, играющий Тимоти Макги в сериале Морская полиция: Спецотдел. В третьем сезоне сериала сестру МакГи сыграла сводная сестра Шона — Тройэн.